# جنوب مرکزی (مجموعه تلویزیونی)
جنوب مرکزی (انگلیسی: South Central) یک مجموعه کمدی آمریکایی بود که از ۵ آوریل تا ۷ ژوئن ۱۹۹۴ از شبکه پخش همگانی فاکس پخش می‌شد. پس از پخش ده قسمت، به دنبال پخش اولین فصل از آن لغو شد.